# Recread
Recread is een Vlaamse beroepsvereniging die in 1964 werd opgericht te Bredene onder de naam Centrale voor Kampeer- en Vakantiebestedingsbedrijven (CKVB). Vanaf de jaren 70 en 80 groeide de organisatie aanvankelijk verder onder de naam Campingfederatie-CKVB tot een landelijke beroepsvereniging van bedrijven actief in de openlucht en recreatieve sector. In 2007 nam men de huidige naam aan en telt heden 110 leden. De aangesloten bedrijven zijn onder andere uitbaters van campings, verblijfparken, vakantieparken en kampeerautoterreinen.
Recread legt de contacten met de overheid alsook bij andere organisaties zoals bijvoorbeeld Unizo of Horeca Vlaanderen en geeft ondersteuning en opleiding aan de leden.
De administratie van Recread is gevestigd aan de Anspachlaan te Brussel, waar ook de kantoren van Horeca Vlaanderen zijn gevestigd. Recread is tevens de uitgever van het tweemaandelijkse vakblad "Recrea Magazine".